# Pomologia
A pomologia é um ramo da botânica que estuda os frutos.
Está vocacionada para o desenvolvimento de técnicas de cultivo e estudos fisiológicos em plantas de fruto.